# Maria Wodzyńska-Walicka
Maria Weronika Wodzyńska-Walicka (ur. 13 stycznia 1945 w Pruszkowie, zm. 21 maja 2025 w Warszawie) – polska filozofka, tłumaczka i dyplomatka, ambasador w Królestwie Niderlandów (1998–2002) i przy UNESCO (2004–2009).

## Życiorys
Ukończyła studia na Wydziale Filologii oraz Wydziale Filozofii i Socjologii Uniwersytetu Warszawskiego. Uzyskała stopień doktora nauk humanistycznych na podstawie pracy „Adam Mickiewicz i romantyczna filozofia historii w Collège de France” w Instytucie Filozofii i Socjologii PAN. Pracowała w Katedrze Filozofii Politechniki Warszawskiej, a także jako adiunkt w tejże katedrze w Szkole Głównej Planowania i Statystyki. W latach 1982–1983 przebywała w Canberze, gdzie wykładała język i kulturę polską w Australijskim Uniwersytecie Narodowym.
Należała do NSZZ „Solidarność”, pracowała w jej Komitecie Wyborczym w 1989, następnie w Biurze Spraw Zagranicznych Obywatelskiego Klubu Parlamentarnego. W 1990 podjęła pracę w Ministerstwie Spraw Zagranicznych. Pracowała jako radca ambasady w Brukseli (1990–1993). Pełniła również obowiązki wicedyrektorki Departamentu Studiów i Planowania MSZ, a następnie radcy w ambasadzie RP w Lizbonie. W maju 1998 rozpoczęła misję jako ambasador nadzwyczajna i pełnomocna w Holandii (do 30 września 2002). Od 2004 do 2009 była ambasadorem Polski przy UNESCO w Paryżu.
Autorka licznych publikacji i tłumaczeń (z języka francuskiego).
Odznaczona Odznaką Honorową „Bene Merito” (2009).
Córka Haliny i Jerzego. Pochowana na Cmentarzu Powązkowskim w Warszawie.